# Delio Cassetta
Delio Cassetta (Adria, 16 novembre 1955) è un direttore d'orchestra e musicista italiano.
Nato in provincia di Rovigo, ha prevalentemente svolto la sua attività di direttore d'orchestra, musicista e docente a Belluno dove nel 1985, in occasione dell'anno Europeo della Musica, ha fondato l' "Orchestra di Belluno", in seguito ribattezzata "Dolomiti Symphonia Orchestra", di cui è attualmente il direttore stabile.

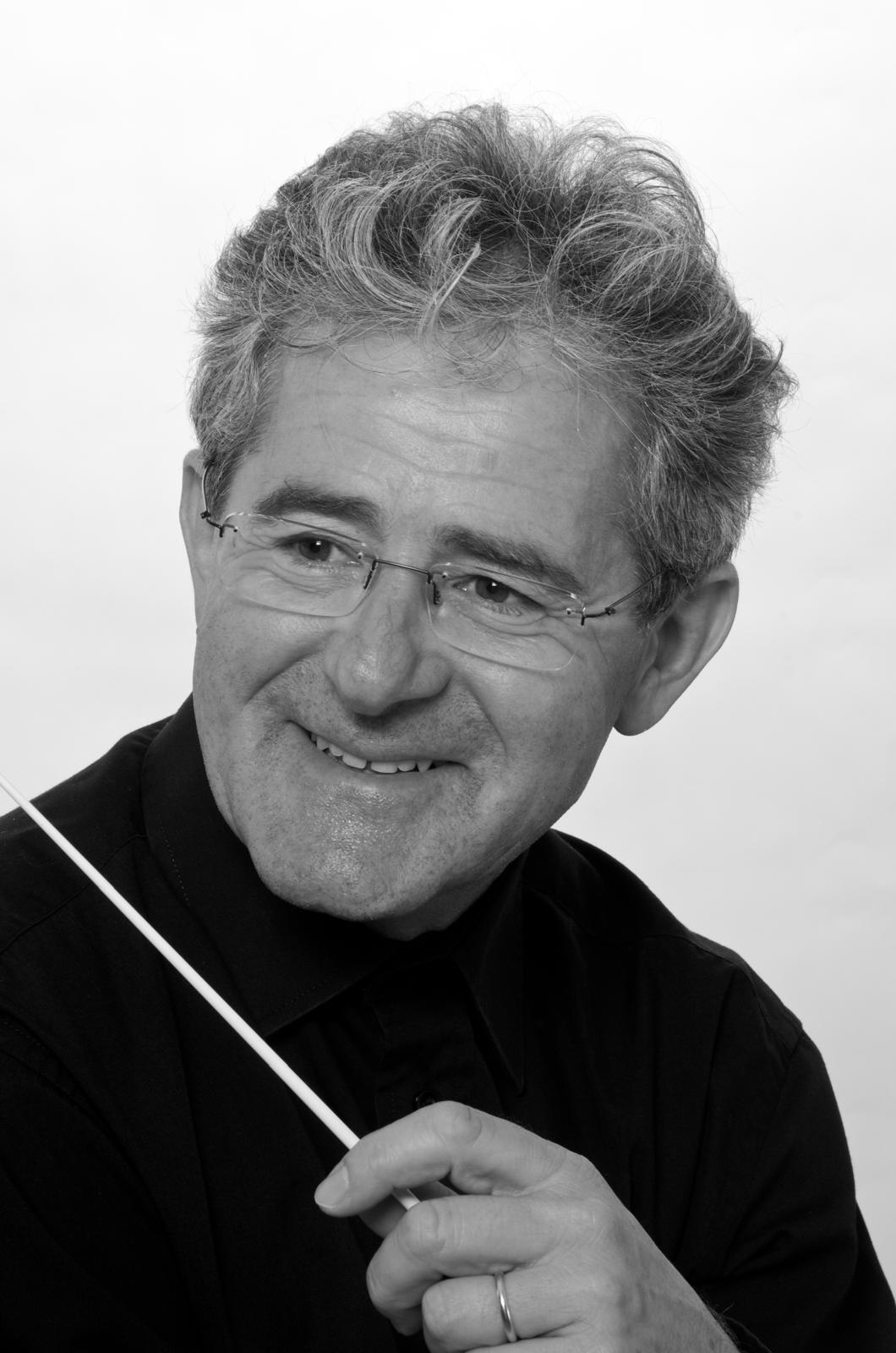
Delio Cassetta

## Biografia
Delio Cassetta, nato in provincia di Rovigo, si trasferisce in giovanissima età a Belluno, dove si avvicina agli studi musicali da autodidatta già all'età di 15 anni.
A 18 anni entra al Conservatorio "Cesare Pollini" di Padova dove studia flauto traverso e approfondisce lo studio dell'armonia sotto la guida del M° Bruno Coltro. Per diversi anni si dedica alla prassi esecutiva della musica antica presso la Schola Cantorum di Basilea. In seguito frequenta, con il M° Mario Gusella, i corsi per direzione d'orchestra presso l' "Accademia Musicale Pescarese" dove si diploma con il M° Donato Renzetti in direzione d'orchestra. Frequenta successivamente, a Vienna, i corsi per direzione d'orchestra MeisterKurse e la Hochschule con il M° Karl Österreicher. Ha seguito inoltre i corsi di fenomenologia musicale, con il M° Sergiu Celibidache.
Tornato a Belluno, dopo gli studi fonda l' "Orchestra di Belluno", in seguito ribattezzata "Dolomiti Symphonia Orchestra" che, in oltre quarant'anni di attività, ha diretto, e tutt'ora dirige, in centinaia di esecuzioni in Italia e all'estero.
Dal 1990 al 2012 è stato organizzatore e direttore artistico dei "Masterclass Internazionali di Belluno", con docenti di fama mondiale.
È inoltre direttore artistico di numerosi seminari, rassegne concertistiche e festival musicali nelle Dolomiti, attività nelle quali riserva particolare spazio a giovani musicisti emergenti. Ogni anno organizza, per la "Fondazione Centro Studi Tiziano e Cadore" di Pieve di Cadore, una importante stagione di concerti in tutto il Cadore nell'ambito della rassegna culturale "Estate Tizianesca".
Dal 2017 fa parte, della giuria del Concorso Internazionale di Composizione "Dante Moro" di Falcade, per pianoforte e orchestra, di cui dirige, in prima esecuzione, tutte le composizioni dei vincitori.
È stato inoltre per molti anni commissario esterno per i diplomi di Musica da Camera tenuti dal M° Pier Narciso Masi, presso l'Accademia Internazionale di Imola "Incontri col Maestro", accademia musicale di alto perfezionamento concertistico.
Fin dalla sua fondazione, il M° Cassetta è direttore stabile della "Dolomiti Symphonia Orchestra" di Belluno. Inoltre dirige, sin dal 1990, il tradizionale "Concerto di San Martino" che ogni anno si tiene in novembre,  nell'occasione delle celebrazioni per il santo patrono della città di Belluno, solitamente presso la cattedrale di San Martino.
Lavora frequentemente anche con la "Fondazione Teatri delle Dolomiti", per la quale ha organizzato e diretto numerose opere liriche e concerti sinfonici presso il Teatro comunale Dino Buzzati di Belluno.
La sua attività si è svolta in tutta Italia e all'estero, in particolare in Europa, Stati Uniti e Messico. Ha diretto numerose e importanti orchestre quali l'Orchestra di Padova e del Veneto, l’Orchestra Città di Ferrara, l’Orchestra Sinfonica di Sanremo, l'Orchestra Sinfonica Siciliana, la Filarmonica di Minsk, l’Orchestra Sinfonica dello Stato del Messico, l'Orchestra e il Coro della Filarmonica di Iasi, l’Orchestra e il Coro della Filarmonica di Timisoara, l’Orchestra Sinfonica di Pecs, la Budapest Chamber Symphony, l’Orchestra Giovanile degli USA in Colorado, l’Orchestra di Opera Altra Prato, l’Orchestra Classic Chamber Players di New York e molte altre.
Oltre al repertorio sinfonico, solistico, sacro, e per coro e orchestra, di cui ha diretto numerose composizioni sia classiche che romantiche (oltre 400 brani), Delio Cassetta si è dedicato molto anche al repertorio lirico. Cominciò con " La Serva Padrona" di Pergolesi e "La contadina astuta" di Hasse, per poi proseguire con "Il filosofo di campagna" e "Il mondo della Luna" di Galuppi, "Bastien und Bastienne", "Le nozze di Figaro" e "Così fan tutte" di Mozart, "Il matrimonio segreto" di Cimarosa, "Il barbiere di Siviglia" di Rossini, "L'elisir d'amore" di Donizetti, "I Capuleti e i Montecchi" di Bellini, "La traviata", "Rigoletto" e "Il trovatore" di Verdi, "Madama Butterfly", "Tosca" e "La bohème" di Puccini.
Ha inoltre realizzato diverse incisioni, tra cui "La contadina astuta" di Johann Adolf Hasse per Kikko Classic, il Magnificat di Johann Sebastian Bach e il Lauda Sion di Felix Mendelssohn per soli, coro ed orchestra, entrambi per Digital Sound. 
Nel corso della sua carriera, il M° Cassetta ha collaborato con numerosi musicisti e cantanti di fama internazionale, quali Giuliano Carmignola, Pier Narciso Masi, Raphael Leone e Martin Kerschbaum, Enzo Caroli, Gloria Banditelli, Sara Mingardo, Adelina Scarabelli, Paolo Pollastri, Roberta Majoni, Elisabetta Battaglia, Silvia Tessari, Domenico Menini, Giacobbe Stevanato, Myriam Dal Don e altri.
Grande amante della montagna, e in particolar modo delle Dolomiti, attualmente vive e lavora prevalentemente a Belluno, dove continua a svolgere una intensa attività concertistica, operistica e seminariale.

## Discografia
- J.A. Hasse: "La contadina astuta" - Kikko Classic, 1999
- J.S. Bach: "Magnificat" in re maggiore BWV 243 - Digital Sound, 2006
- Felix Mendelssohn Bartholdy: "Lauda Sion" op.73 - Digital Sound, 2006